# 헤오르히나 페르반
조르지나 페르반(Georgina Verbaan, 1979년 10월 9일 ~ )은 네덜란드의 배우, 가수이다. 2015년 황금송아지상 영화 부문 여우주연상 수상자이다.

## 출연 작품
- 브라스리 발렌타인 (2016)
- 잭의 소망 (2015)
- 킬 미 달링 (2015)
- Mannenharten (2013)
- 패밀리 이즈 올 (2012)
- 로투스 (2011)
- 갱스터 보이즈 (2010)
- 개구리와 두꺼비 (2009)
- 아기 거북 토토의 바다 대모험 (2009)
- 알리바이 (2008)
- 블라인드 데이트 (2008)
- 곤충 나라의 에릭 (2004)
- 스틸 2 (2003)
- 소울 어쌔신 (2001)